# Matador (dessinateur)
Pour les articles homonymes, voir Julio González (homonymie), Gonzalez et Matador (homonymie).
Julio César González, dit Matador, est un caricaturiste colombien, né en 1969 à Pereira. Il réalise ses premiers dessins humoristiques pour le périodique El Fuete et le magazine de cinéma de Comfamiliar. Par la suite, ses travaux apparaissent dans Diario del Otún, La Tarde, El Espectador, Revista Semana, Revista Credencial, Portafolio, Soho et Revista DONJUAN, avant qu'il ne rejoigne El Tiempo.